# Manfred Müller (Bischof)

Wappen Manfred Müllers als Bischof von Regensburg (1982–2002)

Manfred Müller (* 15. November 1926 in Augsburg; † 20. Mai 2015 in Mallersdorf-Pfaffenberg) war ein deutscher römisch-katholischer Geistlicher und von 1982 bis 2002 Bischof von Regensburg.

## Leben
Manfred Müller besuchte in seiner Heimatstadt die Volksschule und die Oberrealschule (heute Holbein-Gymnasium). Im Jahr 1943 wurde er zunächst als Flak-Helfer, später zur Wehrmacht eingezogen und nahm als Soldat am Zweiten Weltkrieg teil. Er kam in britische Gefangenschaft, aus der er im Jahr 1946 wieder freigelassen wurde. Danach studierte er Philosophie an der Philosophisch-Theologischen Hochschule Dillingen und katholische Theologie am Herzoglichen Georgianum an der Ludwig-Maximilians-Universität München. Nach der Diakonenweihe am 22. Juli 1951 empfing er am 24. Juni 1952 das Sakrament der Priesterweihe in München. Von 1955 bis 1972 war er als Religionslehrer und Studiendirektor in Augsburg tätig.
Papst Paul VI. ernannte ihn am 3. Januar 1972 zum Titularbischof von Iubaltiana und zum Weihbischof in Augsburg. Die Bischofsweihe spendete ihm der Augsburger Bischof Josef Stimpfle am 25. März desselben Jahres im Augsburger Dom. Mitkonsekratoren waren der damalige Regensburger Bischof Rudolf Graber und der Passauer Bischof Antonius Hofmann. Sein bischöflicher Wahlspruch war „Die Wahrheit in Liebe verkünden“ (Eph 4,15 ). Papst Johannes Paul II. ernannte ihn am 16. Juni 1982 zum Bischof von Regensburg; die Amtseinführung fand am 18. September 1982 statt.
1985 wurde er von Kardinal-Großmeister Maximilien Kardinal de Fürstenberg zum Großoffizier des Ritterordens vom Heiligen Grab zu Jerusalem ernannt und am 11. Mai 1985 durch Franz Kardinal Hengsbach, Großprior der deutschen Statthalterei, investiert. Er war Mitglied im Deutschen Verein vom Heiligen Lande.

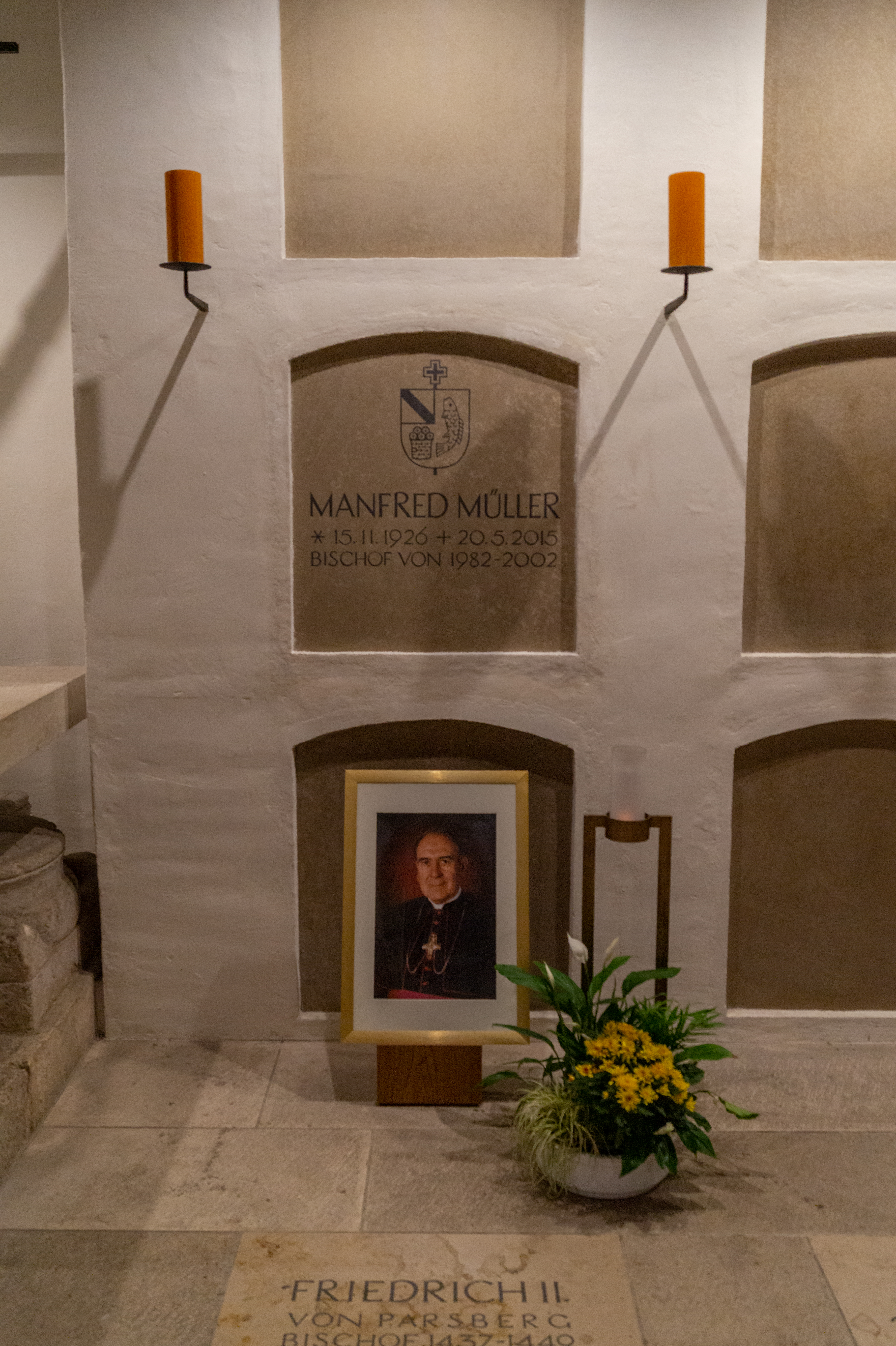
Grab Manfred Müllers im Regensburger Dom

Am 15. Januar 2002 nahm Papst Johannes Paul II. Müllers Rücktrittsgesuch an, das dieser bei Erreichen des 75. Lebensjahres eingereicht hatte. Müller lebte seither in Kloster Mallersdorf, wo er am 20. Mai 2015 in Folge eines 2014 erlittenen Schlaganfalls im Alter von 88 Jahren verstarb. Sein Grab befindet sich in der Bischofsgrablege unter dem Regensburger Dom. Sein Nachfolger als Bischof von Regensburg wurde Gerhard Ludwig Müller.

## Wirken
Bereits vor seiner Zeit als Bischof bewegten ihn Themen der Schule und des Religionsunterrichts. Zunächst als Kaplan in Starnberg tätig, unterrichtete er sieben Jahre lang an der Berufsschule in Augsburg, drei an der Oberrealschule in Lindenberg und sechs am Holbein-Gymnasium in Augsburg. Zuletzt hatte er das Amt des Fachberaters für Katholische Religionslehre in Südbayern inne. Während seiner Zeit als Bischof von Regensburg war er in der Freisinger Bischofskonferenz Referent für Schulfragen, zuständig beispielsweise für die Genehmigung der im bayerischen Religionsunterricht verwendeten Bücher. Seit 1983 stand er dem Verwaltungsrat des Katholischen Schulwerkes für Bayern vor.
Darüber hinaus war er seit 1972 Mitglied und von 1982 bis 1992 Vorsitzender der Kommission für Fragen der Wissenschaft und Kultur, seit 1991 Vorsitzender der Kommission für Erziehung und Schule der Deutschen Bischofskonferenz und von 1981 bis 1986 Mitglied der Publizistischen Kommission. Von 1978 bis 1987 war Müller Vorsitzender der Jury zur Verleihung des katholischen Kinder- und Jugendbuchpreises der Deutschen Bischofskonferenz und von 1982 bis 1986 Präsident des OIEC. 2001 wurde die Regensburger Bischof-Manfred-Müller-Schule nach ihm benannt, für die er einen sechsstelligen Betrag aus seinem Privatvermögen spendete.
1992 beendete Müller die auf ein Pogrom im Jahre 1338 zurückgehende Wallfahrt „Deggendorfer Gnad“, nachdem das Bistum Regensburg zuvor diesen Schritt über Jahrzehnte hinausgezögert hatte. In seinem Hirtenwort hierzu distanzierte er sich in unzweideutiger Weise von antisemitischen Geschichtsfälschungen und der jahrhundertelangen Judenfeindschaft vieler Christen.
Müller versuchte, im politischen Streit um die Wiederaufbereitungsanlage Wackersdorf, der die oberpfälzische Bevölkerung spaltete, eine vermittelnde und neutrale Position einzunehmen. Er lehnte jedoch Unterredungen mit Kernkraftgegnern ab.
Ende der 1990er Jahre bezog er eindeutig Stellung zugunsten des Verbleibs der katholischen Kirche in der Schwangerenkonfliktberatung.
Nach der Samtenen Revolution im benachbarten Böhmen engagierte sich Müller für die Unterstützung der Bistümer Prag und Pilsen. In Pilsen förderte er das neu gebaute katholische Gymnasium, in Prag den Neubau der ersten katholischen Kirche nach über fünfzig Jahren.

## Ehrungen und Auszeichnungen
- Verdienstorden der Bundesrepublik Deutschland (Verdienstkreuz 1. Klasse; 1991)
- Goldene Bürgermedaille der Stadt Regensburg (2001)
- Die von ihm gegründete katholische freie Grund- und Mittelschule der Schulstiftung der Diözese Regensburg trägt den Namen Bischof Manfred Müller Schule (2006)[5]
- Bayerischer Verdienstorden
- Medaille für besondere Verdienste um Bayern in einem vereinten Europa
- Verdienstorden der Bundesrepublik Deutschland (Großes Verdienstkreuz)
- Großkreuz pro piis meritis des Souveränen Malteser-Ritterordens